# 増子忠道
増子 忠道（ましこ ただみち、1943年（昭和18年）9月12日 - ）は、日本の医師である。

## 経歴・人物
福島県の生まれ。東京大学理科三類に入学し、在学中に東大紛争に参加した。卒業後の1971年（昭和46年）に柳原病院に勤務し、院内および外来診療以外にも訪問治療（当時の呼称は定期健診活動）に携わる。1976年（昭和51年）から1978年（昭和53年）まではその傍らで東京都東部地域寝たきり老人実態調査懇談会活動の代表にあたり、第三の医療文野として在宅医療に尽力した。
また1991年（平成3年）には柳原病院の院長となり、翌1992年（平成4年）には都内で初の訪問介護ステーションの創立にあたる。後に同病院附属の補助器具センターの開設や1994年（平成6年）には24時間看護婦およびホームヘルパーが巡回し在宅医療にあたるシステムを導入し、健愛会理事長やかもん宿診療所の所長等を歴任した。

## 著書

### 単著
- 『地域医療の現場から』
- 『やりなおし介護保険』
- 『介護保険はどう見直すべきか』

### 共著
- 『思想としての医学』- 川上武との共著。
- 『介護保険時代と非営利・協同』- 高柳新との共著。
- 『老いがよければすべてよし』- 太田貞司との共著。
- 『東大闘争から地域医療へ』- 三浦聡雄との共著。
- 『最期まで家にいられる在宅ケア』- 宮崎和加子との共著。